# 梅克倫堡-施特雷利茨的夏洛特 (1769年—1818年)
梅克倫堡-施特雷利茨的夏洛特（德語：Charlotte von Mecklenburg-Strelitz，1769年11月17日—1818年5月14日），薩克森-希爾德布格豪森公爵夫人，梅克倫堡-施特雷利茨大公卡爾二世的女兒。

## 家庭
1785年，夏洛特與薩克森-希爾德布格豪森公爵腓特烈結婚，兩人共有4子3女：
1. 夏洛特（1787年—1847年）
2. 約瑟夫（1789年—1868年）
3. 特蕾莎（1792年—1854年）
4. 路易絲（1794年—1825年）
5. 格奧爾格（1796年—1853年）
6. 腓特烈（1801年—1870年）
7. 愛德華（1804年—1852年）